# Netiwot
Netiwot (hebr. נתיבות; arab. نتيبوت/نتيفوت) – miasto położone w Dystrykcie Południowym w Izraelu. Leży w północno-zachodniej części pustyni Negew.

## Historia
Miasto zostało założone w 1956 r., w ramach wielkiego rządowego projektu zasiedlania pustyni Negew. W 2000 r. Netiwot otrzymało prawa miejskie.

## Demografia
Zgodnie z danymi Izraelskiego Centrum Danych Statystycznych w 2006 roku w mieście żyło 24,9 tys. mieszkańców, w tym 99,9% Żydzi.
Populacja miasta pod względem wieku:
| Wiek (w latach) | Procent populacji w % |
| --------------- | --------------------- |
| 0-4             | 14,9%                 |
| 5-9             | 12,7%                 |
| 10-14           | 9,7%                  |
| 15-19           | 8,8%                  |
| 20-29           | 16,7%                 |
| 30-44           | 16,8%                 |
| 45-59           | 11,8%                 |
| ponad 60        | 8,5%                  |

Źródło danych: Central Bureau of Statistics.

## Oświata
W mieście znajduje się 16 szkół podstawowych i 11 szkół średnich, w których uczy się 4,2 tys. uczniów.

## Transport
Przy mieście przebiega droga ekspresowa nr 25  (Nachal Oz – Beer Szewa – Arawa), która krzyżuje się z drogą ekspresową nr 34  (Jad Mordechaj – Netiwot).